# Миколаївка (Нововасилівська селищна громада)
Микола́ївка — село в Україні, у Нововасилівській селищній громаді Мелітопольського району Запорізької області. Населення сткладає 612 осіб. До 2020 року орган місцевого самоврядування — Ганнівська сільська рада.

## Географія
Село Миколаївка розташоване за 178 км від обласного центру та 68 км від районного центру, на березі річки Корсак. Вище за течією річки на розташоване село Петрівка Бердянського району (2 км), нижче за течією — село Ганнівка (1,5 км).

## Історія
Село засноване 1862 року.
12 червня 2020 року, відповідно до розпорядження Кабінету Міністрів України № 713-р «Про визначення адміністративних центрів та затвердження територій територіальних громад Запорізької області», село увійшло до складу Нововасилівської селищної громади Приазовського району.
17 липня 2020 року, в результаті адміністративно-територіальної реформи та ліквідації Приазовського району, село увійшло до складу Мелітопольського району.

## Економіка
- ТОВ «Світанок».

## Об'єкт соціальної сфери
- Школа I—II ст.